# Reena Koll
Reena Koll (ur. 15 listopada 1996) – estońska lekkoatletka specjalizująca się w skoku o tyczce.
Medalistka mistrzostw kraju.

## Rekordy życiowe
- Skok o tyczce (stadion) – 4,20 (24 lipca 2014, Eugene), były rekord Estonii
- Skok o tyczce (hala) – 4,31 (9 lutego 2016, Tartu), były rekord Estonii